# 奥村半二
奥村 半二（おくむら はんじ、1890年（明治23年）6月14日 - 1979年（昭和54年）6月20日）は、大日本帝国陸軍軍人。最終階級は陸軍中将。功四級。

## 経歴
1890年（明治23年）に兵庫県で生まれた。陸軍士官学校第25期、陸軍大学校第35期卒業。1937年（昭和12年）8月2日に陸軍歩兵大佐に進級し、8月7日に船舶参謀に就任した。1940年（昭和15年）3月9日に陸軍少将進級と同時に留守第5師団司令部附となり、6月10日に第41歩兵団長（北支那方面軍・第1軍・第41師団）に就任し、日中戦争に出動。臨汾に駐屯し、沁源作戦などに参加し、中原会戦では敵軍を捕捉殲滅し、渡河地点を確保するなど大なる戦果を収めた。
1942年（昭和17年）8月に独立混成第6旅団長（第12軍）に転じ、山東省南部の守備に就いた。1943年（昭和18年）6月には独立混成第6旅団と独立混成第4旅団を基に新規編制された歩兵第64旅団長（第64師団）に就任した。1944年（昭和19年）3月1日には海上機動第2旅団長に就任し、公主嶺で編成を完了した。3月14日に関東軍総司令部附となり、8月8日に留守第5師団司令部附を経て、1945年（昭和20年）1月15日に新潟陸軍輸送統制部長に就任し、3月1日に陸軍中将に進級した。同年4月10日に第1船舶輸送司令部北陸支部長に転じ、5月7日に陸軍歩兵学校附となり、終戦後の9月7日に青森連隊区司令官に就任した。
1947年（昭和22年）11月28日、公職追放仮指定を受けた。